# 岐阜県民スポーツ大会
岐阜県民スポーツ大会（ぎふけんみんスポーツたいかい）は、岐阜県で行われる県民の競技力向上と健康増進や体力向上を目的としたスポーツ大会である。
財団法人岐阜県体育協会が岐阜県教育委員会との共催により行っていた岐阜県体育大会と、財団法人岐阜県イベント・スポーツ振興事業団が岐阜県教育委員会との共催により行っていた岐阜県スポーツ・レクリエーション祭を統合し、より一層県民が参加しやすいようにと新たに「岐阜県民スポーツ大会」として2007年（平成19年）から開催されている。2012年開催のぎふ清流国体に向けての県民のスポーツ意識向上とスポーツ活動の発展も目的のひとつである。
第1回大会には、県内30市町村から1万5千人が参加し、関市を中心とした76会場で42のスポーツ大会と29のフリー参加種目、6つの交流種目が行われた。また、オリンピックメダリストの池谷幸雄による体操教室が開催された。

## 沿革
- 1949年（昭和24年）- 第1回岐阜県体育大会が開催された。
- 1991年（平成3年）- 第1回岐阜県スポーツ・レクリエーション祭が開催された。
- 2007年（平成19年）9月9日 - 岐阜県体育大会と岐阜県スポーツ・レクリエーション祭を統合し、第1回岐阜県民スポーツ大会が関市総合体育館にて総合開会式が行われ開催された。

## 概要

### 開催方法
- 「夏秋季大会」と「冬季大会」があり、毎年開催。

### 会場地
- 夏秋季大会 - 中濃（可茂）、岐阜、西濃、東濃、飛騨の5圏域地区持ち回りで開催。
- 冬季大会 - スキー競技は郡上市、高山市、飛騨市の持ち回りで開催。スケート競技（スピードスケート）は、恵那市で開催。

### 総合開会式・閉会式
- 総合開会式は、夏秋季大会の主会期中の1日に実施。閉会式は種目ごとに実施。

### 開催期日
- 夏秋季大会は、9月第2日曜日を中心に開催。冬季大会は、1～2月の間で開催。

### 競技方法
- 郡市代表種目 - 郡市で選出された個人およびチームによる郡市対抗戦
- フリー参加種目 - 参加希望する個人またはチームによる対抗戦
- 交流体験種目 - 誰もが自由に交流体験できる種目